# Viry (Jura)
Pour les articles homonymes, voir Viry.
Viry est une commune française située dans le département du Jura, dans la région culturelle et historique de Franche-Comté et la région administrative Bourgogne-Franche-Comté.
Ses habitants sont appelés les  Virysans et Virysannes.

## Géographie
La commune de Viry est située dans le sud du département du Jura, à la lisière de celui de l'Ain, à 10 km d'Oyonnax (Ain) et à 20 km de Saint-Claude, sur la route menant à La Pesse et au nord du Haut-Jura (Les Rousses). Le village se trouve sur un plateau qui porte aussi Rogna. Il est à l'entrée du val du même nom se terminant par un lac. Un autre lac, celui de Sous-le-Rosay (un hameau de Viry), se trouve dans un vallon parallèle. Au sud-est du territoire communal, on trouve une longue paroi rocheuse ayant autrefois porté la forteresse de la Bastie. À l'extrémité nord de cette paroi s'ouvre la combe de la Vie Fourche, traversée par la route menant aux Bouchoux et à La Pesse.

### Climat
Pour des articles plus généraux, voir Climat de la Bourgogne-Franche-Comté et Climat du département du Jura.
En 2010, le climat de la commune est de type climat de montagne, selon une étude du Centre national de la recherche scientifique s'appuyant sur une série de données couvrant la période 1971-2000. En 2020, Météo-France publie une typologie des climats de la France métropolitaine dans laquelle la commune est exposée à un climat de montagne ou de marges de montagne et est dans la région climatique  Jura, caractérisée par une forte pluviométrie en toutes saisons (1 000 à 1 500 mm/an), des hivers rigoureux et un ensoleillement médiocre. 
Pour la période 1971-2000, la température annuelle moyenne est de 8,4 °C, avec une amplitude thermique annuelle de 16,8 °C. Le cumul annuel moyen de précipitations est de 1 725 mm, avec 12,3 jours de précipitations en janvier et 9,5 jours en juillet. Pour la période 1991-2020, la température moyenne annuelle observée sur la station météorologique de Météo-France la plus proche, « Giron », sur la commune de Giron à 9 km à vol d'oiseau, est de 8,4 °C et le cumul annuel moyen de précipitations est de 1 672,4 mm. 
La température maximale relevée sur cette station est de 36,5 °C, atteinte le 13 août 2003 ; la température minimale est de −23 °C, atteinte le 12 janvier 1987,,. 
Les paramètres climatiques de la commune ont été estimés pour le milieu du siècle (2041-2070) selon différents scénarios d'émission de gaz à effet de serre à partir des nouvelles projections climatiques de référence DRIAS-2020. Ils sont consultables sur un site dédié publié par Météo-France en novembre 2022.

## Urbanisme

### Typologie
Au 1er janvier 2024, Viry est catégorisée bourg rural, selon la nouvelle grille communale de densité à sept niveaux définie par l'Insee en 2022.
Elle est située hors unité urbaine. Par ailleurs la commune fait partie de l'aire d'attraction d'Oyonnax, dont elle est une commune de la couronne,. Cette aire, qui regroupe 40 communes, est catégorisée dans les aires de 50 000 à moins de 200 000 habitants,.

### Occupation des sols
L'occupation des sols de la commune, telle qu'elle ressort de la base de données européenne d’occupation biophysique des sols Corine Land Cover (CLC), est marquée par l'importance des forêts et milieux semi-naturels (68,4 % en 2018), en augmentation par rapport à 1990 (65,1 %). La répartition détaillée en 2018 est la suivante : 
forêts (63,7 %), prairies (26,2 %), milieux à végétation arbustive et/ou herbacée (4,7 %), zones urbanisées (2,8 %), zones agricoles hétérogènes (1,3 %), zones humides intérieures (1,2 %). L'évolution de l’occupation des sols de la commune et de ses infrastructures peut être observée sur les différentes représentations cartographiques du territoire : la carte de Cassini (XVIIIe siècle), la carte d'état-major (1820-1866) et les cartes ou photos aériennes de l'IGN pour la période actuelle (1950 à aujourd'hui).

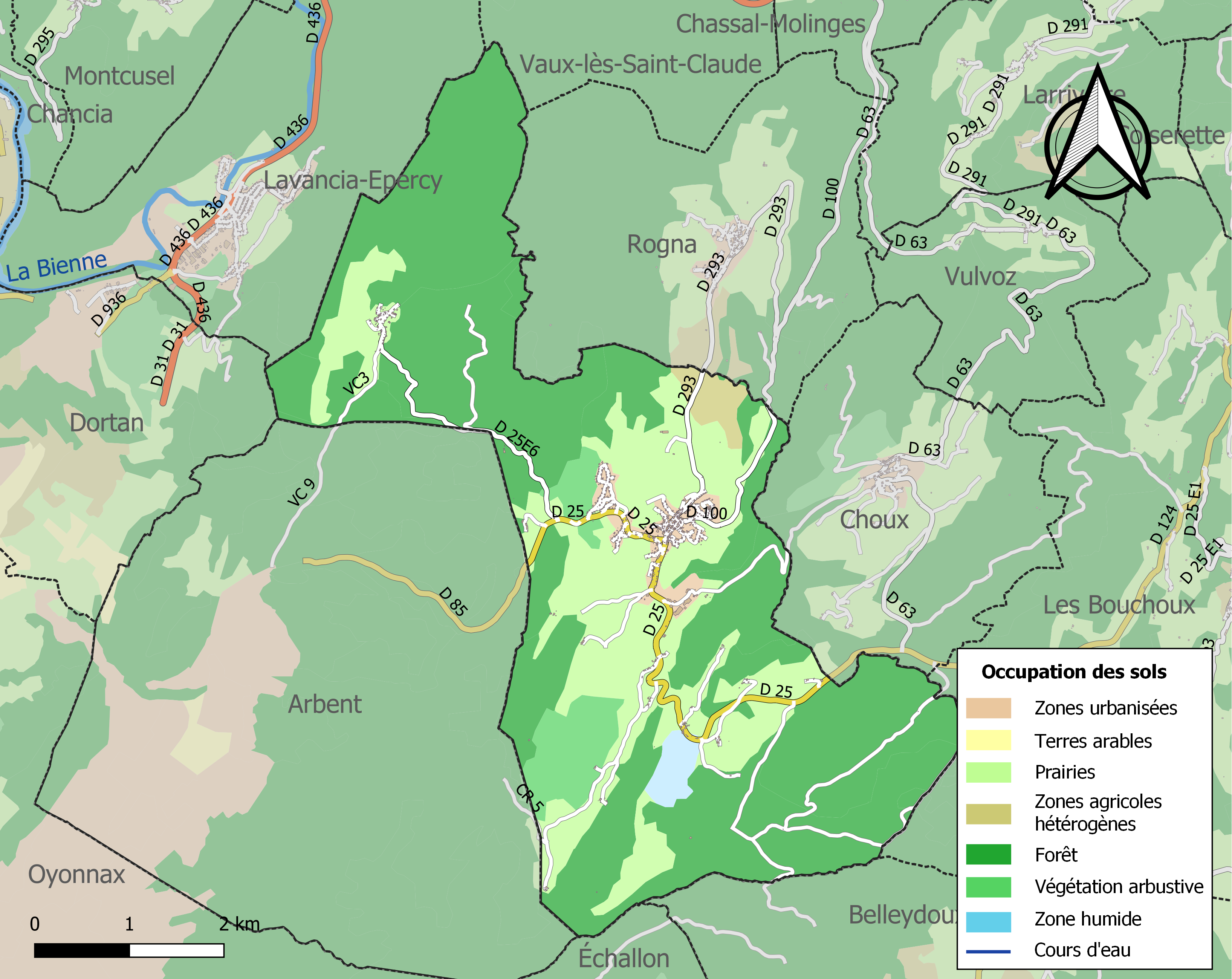
Carte des infrastructures et de l'occupation des sols de la commune en 2018 (CLC).

## Toponymie
Les appellations anciennes du village sont Viregimus, Viregium, Viresium, Vyris, Vins, Virix

## Histoire
Le village existait déjà à l'époque celtique (« Virix »), mais au bord du lac.
Le village médiéval se trouvait au hameau de La Tour, avec ses moulins, ses battoirs, ses halles, sa tour du prévôt, son prieuré et sa chapelle. Sur la crête rocheuse déjà évoquée se trouvait du Xe siècle à 1479, date de sa destruction par les troupes de Louis XI, une forteresse ayant appartenu aux familles de Mornay et de Toulongeon. La commune de Viry dépendait de l'évêché de Lyon jusqu'en 1745, date de la création de celui de Saint-Claude. Elle appartenait au territoire de l'abbaye de Saint-Claude et ses habitants étaient presque tous mainmortables. Une léproserie se trouvait près de l'église actuelle. Mais ce village médiéval a été détruit en 1639 par le maréchal Lamothe-Houdancourt lors de la guerre de conquête de la Franche-Comté alors espagnole.
Depuis, le village s'est installé sur son site actuel.
En 1890, un violent cyclone s'abat sur Viry.
Au début du XXe siècle, un projet de liaison ferroviaire entre Rochefort-lès-Saint-Claude et Viry a été avorté.
En 1943, un parachutage d'armes a été réalisé pour les Résistants sur le site du terrain de football actuel. Pendant la Seconde Guerre mondiale, peu de maisons ont été détruites.
En 1946, la commune de Sièges est rattachée à Viry.
Vers la fin du XXe siècle, le village s'est beaucoup développé avec entre autres, la construction du lotissement des Cyclamens.
Le hameau de Sièges est une ancienne commune rattachée à Viry en 1946, après que la guerre l'a presque entièrement dépeuplée.

## Politique et administration
| Période   | Période  | Identité          | Étiquette        | Qualité |
| --------- | -------- | ----------------- | ---------------- | --- |
| 1971      | 2008     | Marcel Odobel     | RPR puis UMP     | Retraité, Ancien conseiller général du canton des Bouchoux (1973-2004)                                                                       |
| mars 2008 | En cours | Jean-Daniel Maire | DVG puis LREM-RE | Électricien - Conseiller général du canton des Bouchoux (2011-2015) puis conseiller départemental du canton des Coteaux du Lizon depuis 2015 |

## Démographie
L'évolution du nombre d'habitants est connue à travers les recensements de la population effectués dans la commune depuis 1793. Pour les communes de moins de 10 000 habitants, une enquête de recensement portant sur toute la population est réalisée tous les cinq ans, les populations de référence des années intermédiaires étant quant à elles estimées par interpolation ou extrapolation. Pour la commune, le premier recensement exhaustif entrant dans le cadre du nouveau dispositif a été réalisé en 2008.

En 2022, la commune comptait 893 habitants, en évolution de −4,8 % par rapport à 2016 (Jura : −0,81 %, France hors Mayotte : +2,11 %).
| 1793 | 1800 | 1806  | 1821  | 1831  | 1836  | 1841  | 1846  | 1851  |
| ---- | ---- | ----- | ----- | ----- | ----- | ----- | ----- | ----- |
| 911  | 955  | 1 004 | 1 020 | 1 018 | 1 012 | 1 026 | 1 040 | 1 017 |

| 1856 | 1861 | 1866 | 1872 | 1876 | 1881 | 1886 | 1891 | 1896 |
| ---- | ---- | ---- | ---- | ---- | ---- | ---- | ---- | ---- |
| 945  | 941  | 949  | 893  | 855  | 817  | 757  | 703  | 703  |

| 1901 | 1906 | 1911 | 1921 | 1926 | 1931 | 1936 | 1946 | 1954 |
| ---- | ---- | ---- | ---- | ---- | ---- | ---- | ---- | ---- |
| 703  | 700  | 655  | 616  | 651  | 547  | 531  | 505  | 526  |

| 1962 | 1968 | 1975 | 1982 | 1990 | 1999 | 2006 | 2008 | 2013 |
| ---- | ---- | ---- | ---- | ---- | ---- | ---- | ---- | ---- |
| 545  | 507  | 536  | 654  | 788  | 827  | 885  | 902  | 926  |

| 2018 | 2022 | - | - | - | - | - | - | - |
| ---- | ---- | - | - | - | - | - | - | - |
| 917  | 893  | - | - | - | - | - | - | - |

Viry est la commune la plus peuplée du canton des Bouchoux.

## Culture et patrimoine

### Lieux et monuments

#### Voies
| 78 odonymes recensés à Viry au 22 décembre 2013               | 78 odonymes recensés à Viry au 22 décembre 2013 | 78 odonymes recensés à Viry au 22 décembre 2013 | 78 odonymes recensés à Viry au 22 décembre 2013 | 78 odonymes recensés à Viry au 22 décembre 2013 | 78 odonymes recensés à Viry au 22 décembre 2013 | 78 odonymes recensés à Viry au 22 décembre 2013 | 78 odonymes recensés à Viry au 22 décembre 2013 | 78 odonymes recensés à Viry au 22 décembre 2013 | 78 odonymes recensés à Viry au 22 décembre 2013 | 78 odonymes recensés à Viry au 22 décembre 2013 | 78 odonymes recensés à Viry au 22 décembre 2013 | 78 odonymes recensés à Viry au 22 décembre 2013 | 78 odonymes recensés à Viry au 22 décembre 2013 | 78 odonymes recensés à Viry au 22 décembre 2013 | 78 odonymes recensés à Viry au 22 décembre 2013 |
| Allée                                                         | Avenue                                          | Chemin                                          | Cours                                           | Espace                                          | Impasse                                         | Montée                                          | Parc                                            | Passage                                         | Place                                           | Pont                                            | Route                                           | Rue                                             | Sentier                                         | Autres                                          | Total                                           |
| ------------------------------------------------------------- | ----------------------------------------------- | ----------------------------------------------- | ----------------------------------------------- | ----------------------------------------------- | ----------------------------------------------- | ----------------------------------------------- | ----------------------------------------------- | ----------------------------------------------- | ----------------------------------------------- | ----------------------------------------------- | ----------------------------------------------- | ----------------------------------------------- | ----------------------------------------------- | ----------------------------------------------- | ----------------------------------------------- |
| 0                                                             | 0                                               | 5                                               | 0                                               | 0                                               | 8                                               | 1                                               | 0                                               | 1                                               | 3                                               | 0                                               | 8                                               | 27                                              | 0                                               | 25                                              | 78                                              |
| Notes « N »                                                   | Notes « N »                                     | 1. 2. 3. 4. 5. 6. 7. 8.                         | 1. 2. 3. 4. 5. 6. 7. 8.                         | 1. 2. 3. 4. 5. 6. 7. 8.                         | 1. 2. 3. 4. 5. 6. 7. 8.                         | 1. 2. 3. 4. 5. 6. 7. 8.                         | 1. 2. 3. 4. 5. 6. 7. 8.                         | 1. 2. 3. 4. 5. 6. 7. 8.                         | 1. 2. 3. 4. 5. 6. 7. 8.                         | 1. 2. 3. 4. 5. 6. 7. 8.                         | 1. 2. 3. 4. 5. 6. 7. 8.                         | 1. 2. 3. 4. 5. 6. 7. 8.                         | 1. 2. 3. 4. 5. 6. 7. 8.                         | 1. 2. 3. 4. 5. 6. 7. 8.                         | 1. 2. 3. 4. 5. 6. 7. 8.                         |
| Sources : rue-ville.info & OpenStreetMap & FNACA-GAJE du Jura |                                                 |                                                 |                                                 |                                                 |                                                 |                                                 |                                                 |                                                 |                                                 |                                                 |                                                 |                                                 |                                                 |                                                 |                                                 |

#### Édifices et sites
- Église paroissiale Saint-Romain, construite au XIe siècle (de cette période resterait une fresque redécouverte en 1822 mais recouverte depuis) entre les villages de Viry et de Rogna, reconstruite aux XVIIIe, XIXe et XXe siècles après que le cyclone de 1890 l'a privée de son clocher
- Fermes anciennes dans le village, datant surtout du XIXe siècle
- Maison du sacré-cœur (1788)
- Lacs de Viry et de Sous-Le-Rosay
- Bornes-frontière de La Boissière et La Pommeraie (début XVIIe siècle)
- Ruines du château de la Bastie
- Ancien village de Sièges : ancien four banal, fermes anciennes, chapelle médiévale Saint-Michel, belvédère de Vaux
- Sentier Découverte Croq'Tout entre Viry et Rogna

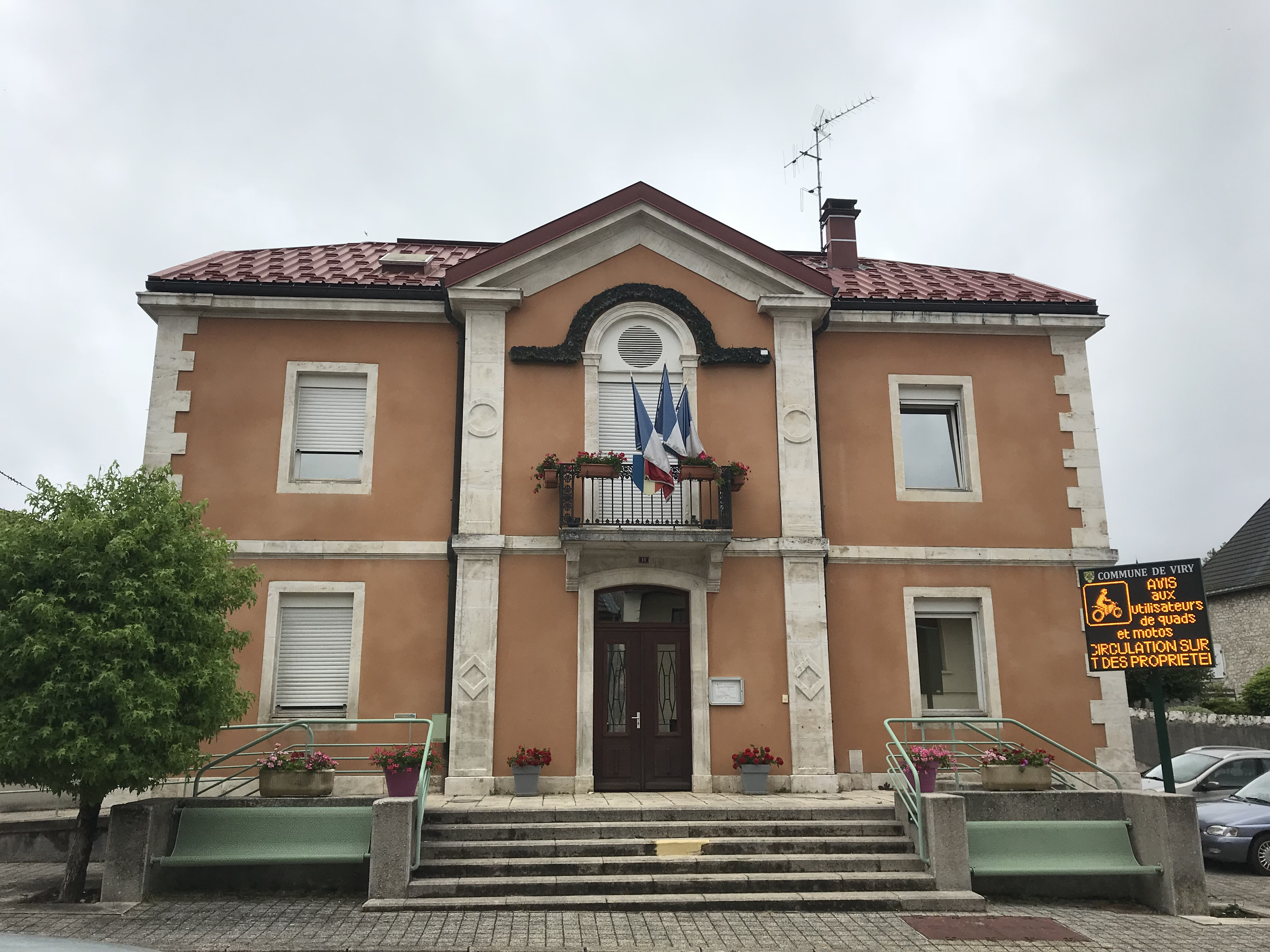
Mairie de Viry.
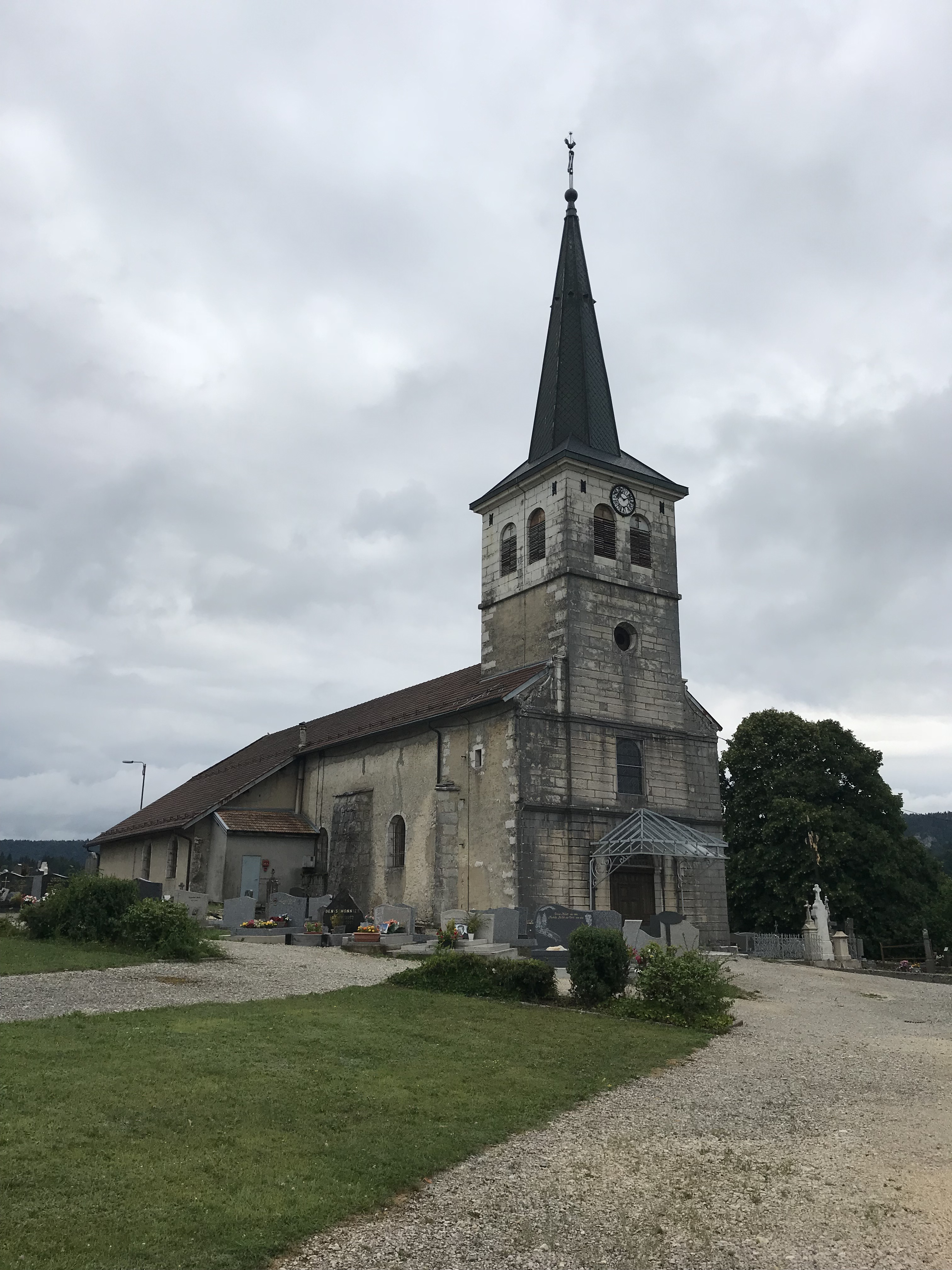
L'église Saint-Romain.
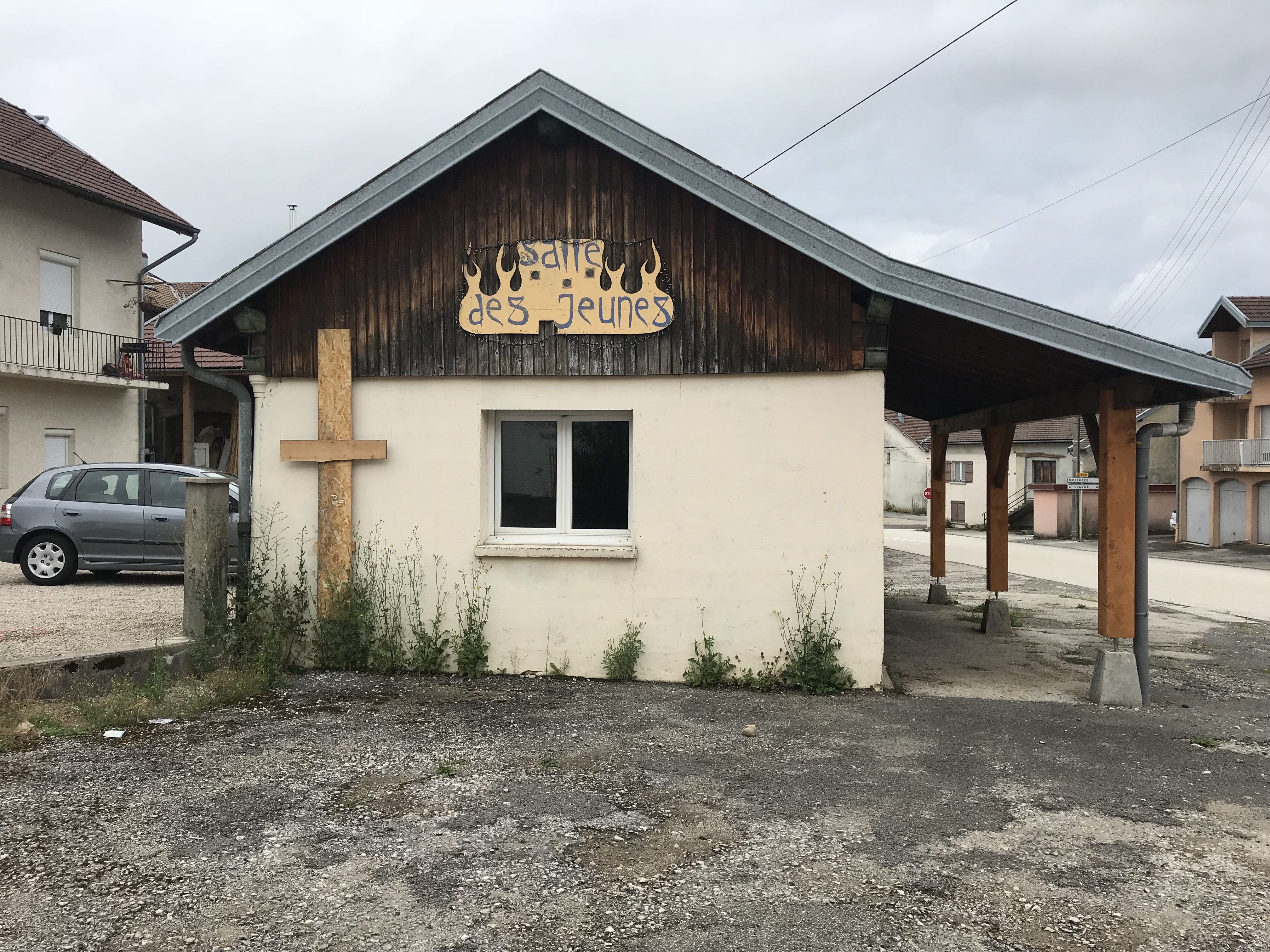
La maison des jeunes.
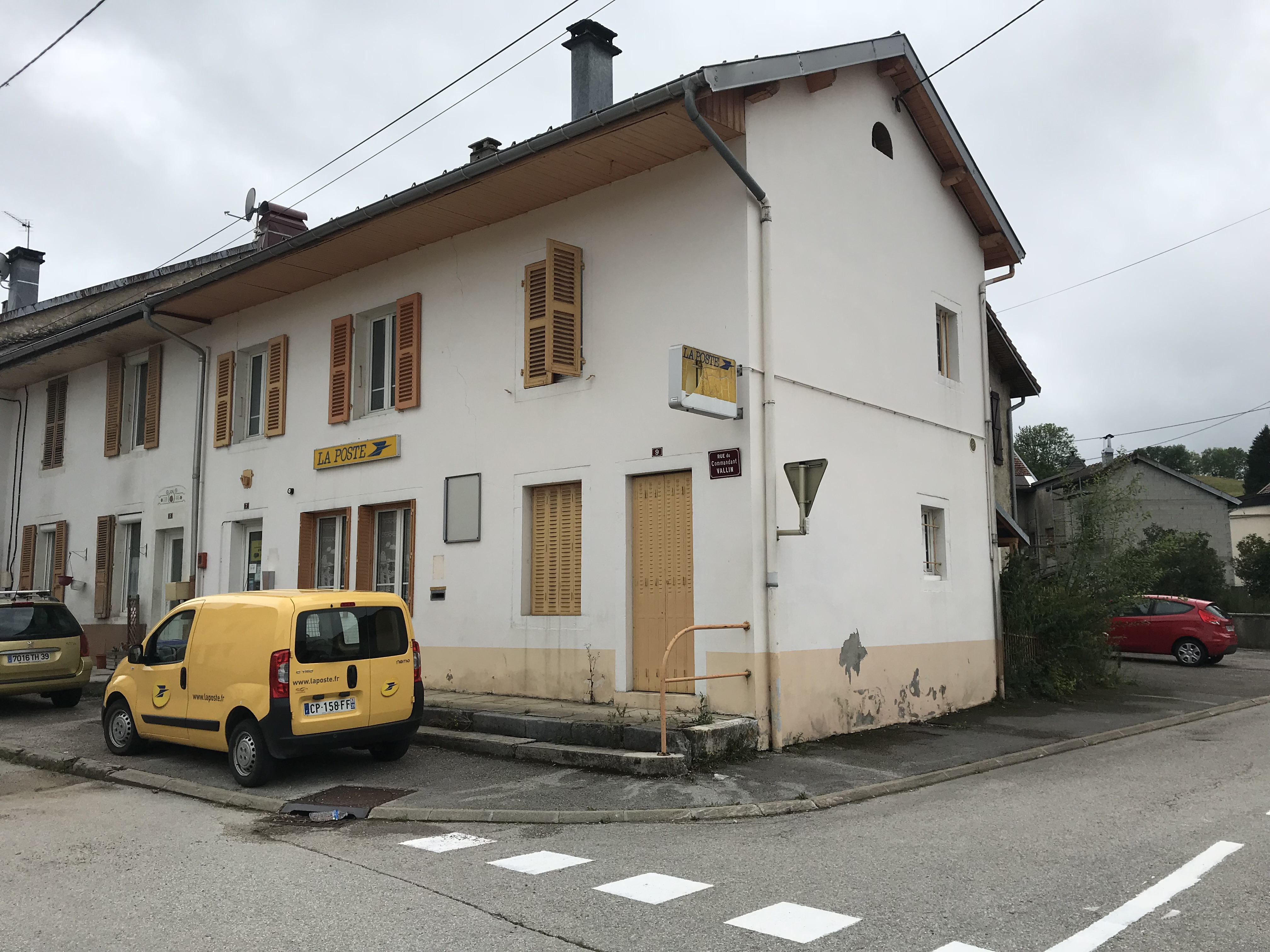
La poste.

### Personnalités liées à la commune

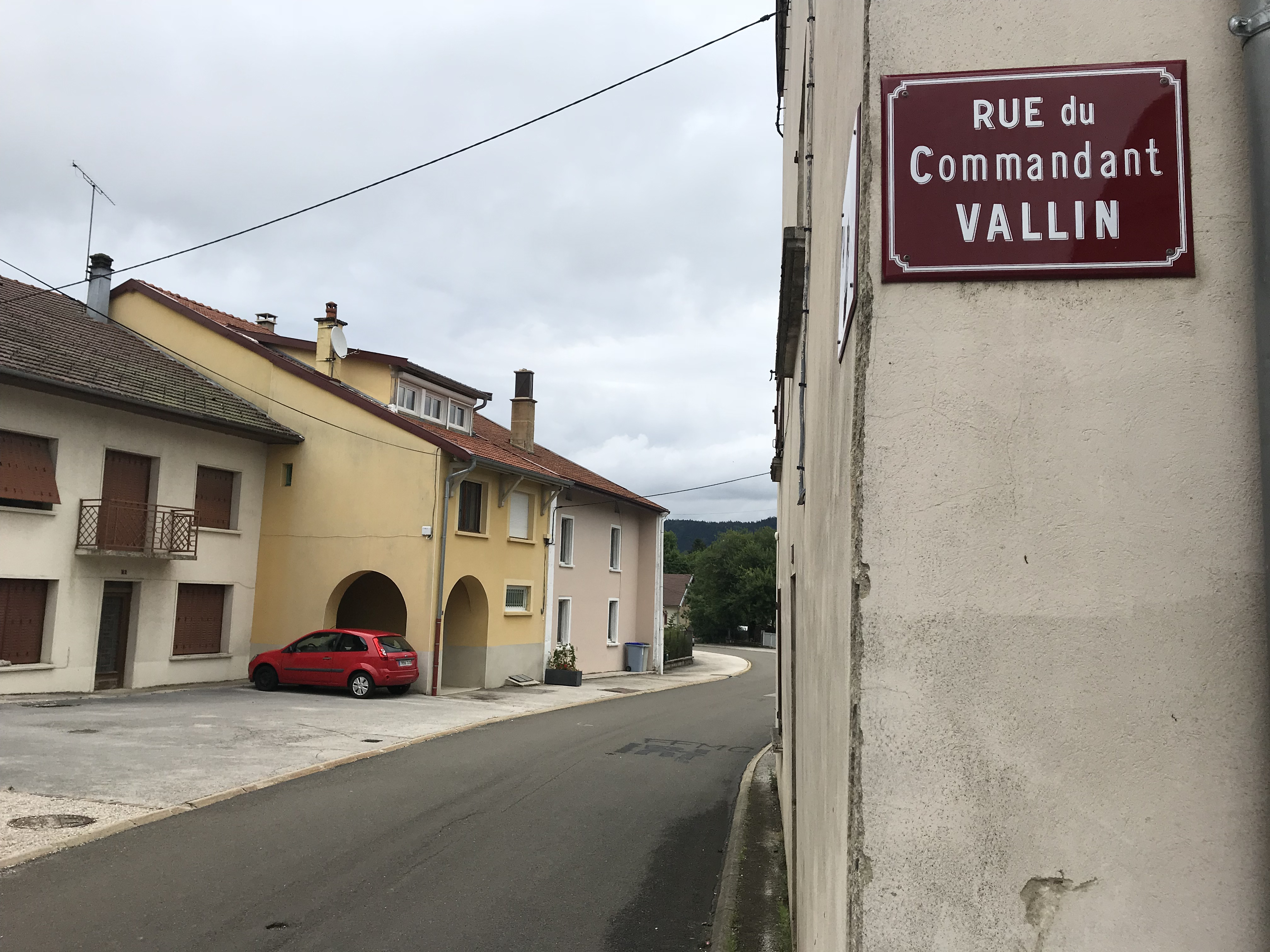
Panneau de la rue du Commandant Vallin à Viry.

- Le commandant Vallin, pseudonyme de Jean Duhail (Le Havre, Seine-Maritime 1905 - Viry 1944) : chef du maquis du Haut-Jura en 1943-1944 ; arrêté sur dénonciation à Saint-Claude et torturé, il est ensuite fusillé par les nazis au lieu-dit sous le Rosay. Sa tombe est à l'entrée du cimetière de Viry.

## Jumelages
- Saint-Cornier-des-Landes (France) depuis 1988[19]

### Cartes
1. ↑  IGN, « Évolution comparée de l'occupation des sols de la commune sur cartes anciennes », sur remonterletemps.ign.fr (consulté le 15 juillet 2023).